# Радомское научное общество
Радомское научное общество (пол. Radomskie Towarzystwo Naukowe) — польское научное общество, основанное в 1963 году в Радоме.
Согласно Уставу, целью Общества является деятельность по организации, развитию и популяризации научных исследований, в частности в отношении Радомского региона. Посредством своих исследований Общество работает над тем, чтобы поддерживать национальные традиции, развивать польский язык и национальное, гражданское и культурное сознание в объединённой Европе.
Общество проводит научные исследования, выпускает научную и научно-популярную литературу, а также периодические издания. Общество сотрудничает с Польской академией наук, университетами, другими научными обществами (в том числе с Польским географическим обществом), а также c культурными и образовательными учреждениями. Общество организует лекции, публичные чтения, научные дискуссии, проводит иные общественные и научные мероприятия.
В списке Общества 173 члена (данные на октябрь 2019 г.), бо́льшая часть которых — научные работники, в том числе имеющие научные степени.
С 1964 по 2011 год Общество выпускало ежеквартальный бюллетень Biuletyn Kwartalny Radomskiego Towarzystwa Naukowego , который впоследствии был заменён на ежегодник Radomskie Studia Humanistyczne. Публикации обоих изданий посвящены региональным проблемам Радомского региона и деятельности Радомского научного общества.
Председателем Общества является доктор наук Łukasz Zaborowski.
Актуальная информация о деятельности Общества публикуется на сайте www.rtn.radom.pl.